# Hell Boulevard
Hell Boulevard est un groupe allemand de dark rock.

## Histoire
Hell Boulevard est formé en 2014 autour de l'Italien Matteo vDiva Fabbiani. Le groupe est issu des restes de Lost Area, au sein duquel jouait, outre Fabbiani, le guitariste Von Marengo, auquel se sont ajoutés Dee Dammers (ex-The Treatment) à la basse et A.ve à la batterie. Les deux premiers singles Hangover from Hell et 5678 (FuckSexHeavenHate) sortent dès l'année de fondation. En octobre 2016, le premier album Inferno est sorti sur le label Thexoomo. Sur cet album, Gared Dirge et Chris Harms de Lord of the Lost jouent respectivement de la batterie et de la basse. Il s'ensuit une tournée de soutien pour Darkhaus et Unzucht.
En 2018, le deuxième album In Black We Trust est publié sur le label NoCut Entertainment, sur lequel Harms et Dirge  participent de nouveau. Par la suite, le groupe se sépare de Dee Dammers et accueille Raul Sanchez (ex-Eyes Shut Tight) au sein du groupe. A.ve quitte également le groupe et a été remplacé par Jan Hangman. Le groupe fait ensuite une tournée avec Mono IncMono Inc.
Le troisième album Not Sorry devait suivre début 2020. La sortie et la tournée sont cependant reportées en raison de la pandémie de Covid-19. Une coproduction avec Faderhead est sortie comme deuxième single. L'album sort finalement le 18 septembre 2020 et atteint la 93e place du classement des albums allemands.

## Style musical
Hell Boulevard joue du dark rock avec un chant clair, un peu éraillé, qui rappelle des groupes similaires comme Lord of the Lost et The 69 Eyes. Les chansons oscillent entre le hard rock et des passages plus calmes au piano ainsi que des éléments électroniques,.

## Discographie

### Albums studio
- 2016 : Inferno (Thexoomo)
- 2018 : In Black We Trust (NoCut Entertainment)
- 2020 : Not Sorry  (NoCut Entertainment)

### Singles
- 2014 : 5678 (FuckSexHeavenHate)
- 2014 : Hangover from Hell
- 2018 : Satan in Wonderland
- 2018 : Dead Valentine
- 2018 : In Black We Trust
- 2020 : Not Sorry (93e place des charts allemands[5])
- 2020 : Death to the Future (feat. Faderhead)
- 2020 : Speak of the Devil